# سفارت عراق در لندن
سفارت عراق در لندن (به انگلیسی: Embassy of Iraq) یک سفارت در بریتانیا است که در لندن واقع شده‌است.
سفارت عراق در لندن، نمایندگی دیپلماتیک عراق در بریتانیا است. وظیفه اصلی آن نمایندگی از منافع عراق در بریتانیا و ارتقای روابط اقتصادی، سیاسی و فرهنگی بین دو کشور است. این سفارت طیف وسیعی از خدمات را به شهروندان عراقی مقیم یا بازدید کننده از بریتانیا ارائه می‌دهد، از جمله کمک کنسولی، درخواست پاسپورت و ویزا و خدمات اسناد رسمی. همچنین به عنوان منبعی برای شهروندان بریتانیایی که به دنبال اطلاعات در مورد عراق و مردم آن هستند، عمل می‌کند. ریاست سفارت بر عهده یک سفیر است که توسط رئیس‌جمهور عراق منصوب می‌شود و در دولت بریتانیا معتبر است. سفیر فعلی جعفر الصدر می‌باشد.